# Operculum (Wurmei)
Operculum (Mehrzahl Opercula) ist das lateinische Wort für Deckel.
Viele parasitäre Würmer legen zur Fortpflanzung Eier. Die Eier mancher Gattungen sind mit einer mikroskopisch erkennbaren, deckelartig aussehenden Struktur ausgestattet. Es handelt sich dabei aber nicht nur um einen optischen Eindruck, auch funktionell hat ein Operculum Ähnlichkeit mit einem Deckel. Wenn ein Wurm zu einem gegebenen Zeitpunkt schlüpft, befindet sich hier eine Sollbruchstelle die das Schlüpfen erleichtert. Typisch ist das Vorhandensein der Struktur bei Trematoden (Saugwürmern). Wobei die Arten der Gattung Schistosoma hier eine Ausnahme bilden, deren Eier keine Opercula aufweisen, sie brechen beim Schlüpfvorgang die Eischale auf.

## Gattungen, deren Eier Opercula aufweisen
Die Gattungen sind geordnet nach der Größe ihrer Wurmeier (von klein nach groß):
- Metagonimus
- Heterophyes
- Opisthorchis
- Clonorchis
- Spirometra (Cestode)[5]
- Paragonimus
- Fasciola
- Fasciolopsis